# مرة الخشب
مُرَّةُ الخَشَب أو وَات أو جوزة الشِرَاك (الاسم العلمي: Xylopia)، جنس نباتات مُزهرة من فصيلة القشديات. أغلبها من الأشجار وبعض شجيرات. تضم حوالي 160 نوع موزعة في آسيا وأفريقيا والأمريكتين.